# Mandaizm
Mandaizm lub mandeizm – religia monoteistyczna opierająca się na mieszance wierzeń egipskich, żydowskich, chrześcijańskich, gnostyckich i perskich. Nazwa jej wywodzi się od terminu manda (nauka), co praktycznie odpowiada greckiemu terminowi 'gnoza'. Wyznawcy mandeizmu, zwani mandejczykami, sprzeciwiają się jakiejkolwiek formie walki i przelewowi krwi. Dawniej najczęściej zajmowali się jubilerstwem.
Obecnie w Iraku są zgrupowani głównie w miejscowościach Nasirijja, Bagdad i Basra i liczą około 10 tys. wyznawców (inne statystyki podają ok. 30 tys.). W Iranie (w liczbie do 10 tys. osób) mieszkają w Teheranie, Szirazie innych głównych miastach, lecz centrum to Ahwaz w prowincji Chuzestan. Niewielka grupa wyemigrowała do Australii, gdzie próbuje dalej kultywować swoje tradycje.

## Religia mandejska
Zbiór świętych pism mandeizmu nazywa się Ginzâ (skarb). Inne księgi to Księga Jana Chrzciciela (Sidra da Jahja) i zbiór hymnów Kulasta. Mandejczycy nazywają swoich kapłanów (osoby dysponujące wiedzą niedostępną dla ogółu wspólnoty) nazarejczykami (Naṣuraiia). 
Istotnym elementem tej religii jest chrzest, wzorowany na chrzcie w Jordanie, praktykowanym przez Jana Chrzciciela. Stąd powiązanie ich z istniejącymi w Palestynie w czasach Jana grupami zwanymi „baptystami”. 
Świątynie, nazywane „mandi”, budują zawsze w pobliżu strumienia lub rzek, które tradycyjnie nazywają „Jordanem”. Są dziś jedną z ostatnich grup posługujących się nadal językiem aramejskim z czasów Jezusa, a mandeizm jest jedną z ostatnich wyznawanych nadal religii gnostyckich. 
W Księdze Jana Chrzciciela Jan opisany jest jako prawdziwy prorok, a Jezus jako fałszywy prorok, który początkowo przyłącza się do Jana, a później zdradza go i z premedytacją oszukuje wiernych podając się za kogoś, kim nie był. Dualizm ten (zły i dobry nauczyciel) przywodzi na myśl nauki esseńczyków. Mandejczycy ponadto potępiają celibat i ascetyzm wszelkiego typu. Praktykują komunię z chleba i wody, co przypomina z kolei zwyczaje ebionitów, tylko niekiedy dodają do niej wina. Znają kilka postaci ze Starego Testamentu, lecz samej księgi nie znają i nie uznają za świętą. Ich tradycje odbiegają od judaizmu, a ich święty dzień przypada w innej dacie. 

## Historia
Wiele wskazuje na to, że wyznają religię starszą od chrześcijaństwa, żyli gdzieś na pograniczu Palestyny, najprawdopodobniej między Pereą i Nabateją, gdzie głosił swe nauki Jan Chrzciciel, ale nie da się ich zaliczyć do wyznawców judaizmu ani nawet do jednej z judejskich sekt.
W roku 792, teolog syryjski Theodore bar Konai, cytując w swojej pracy Ginze, utrzymywał, że mandejczycy pochodzą od wyznawców niejakiego Dositeosa, którzy byli sektą heretycką wywodzącą się od Jana Chrzciciela. W XVII w. misjonarze jezuiccy wracający z okolic Tygrysu i Eufratu spotkali się z tą grupą, żyjącą od wieków wśród muzułmanów i nazwali ich „chrześcijanami św. Jana”, mylnie uznając ich za odłam chrześcijaństwa. Inna nazwa to „Joannici”. Prawdopodobnie kult św. Jana praktykowany przez templariuszy rozpoczął się właśnie dzięki ich kontaktom z mandejczykami.
Wielu badaczy literatury mandejskiej uważa, że religia ta ma pre-chrześcijańskie, palestyńskie pochodzenie, co zgadzałoby się z dziełem Haran Gewaita (Haran Gawaita), zawierającym własny opis migracji Mandejczyków z Palestyny.
Ze swej historii pamiętają, że pochodzą z Egiptu, ich religia jest bardzo stara, mieszkali przez pewien czas w Palestynie, lecz w 37 roku n.e. musieli z niej uciekać przed prześladowaniami. Wtedy wywędrowali za Jordan, trafili w okolice Harranu, aż w końcu dotarli do Persji.
Jako grupa często prześladowana, stała się dość zamknięta i nieprzychylna na kontakty z obcymi, z tego względu dość mało zbadana przez religioznawców i antropologów. Wiedza na temat mandejczyków i ich religii jest niepełna i często nieprecyzyjna. Do roku 1880 nikt nie zapoznał się z ich przekonaniami i wiarą. Badaczką, która się do nich zbliżyła, tuż przed wybuchem II wojny światowej była Ethel Stevens (po mężu Drower). Do tej pory jej prace stanowią źródło na którym opierają się inni badacze. Nadal oczekuje się jakiegoś pełniejszego opracowania naukowego, głównie ich języka i pochodzenia.